# Phymaspermum
 Phymaspermum   Less., 1832 è un genere di piante angiosperme dicotiledoni della famiglia delle Asteraceae, sottofamiglia Asteroideae, tribù Anthemideae (Southern hemisphere grade) e sottotribù Phymasperminae.

## Etimologia
Il nome del genere deriva da due parole greche "phyma" (= rigonfio o di aspetto ulcerato) e "spermus" (= seme).
Il nome scientifico del genere è stato definito dal botanico Christian Friedrich Lessing (1809-1862) nella pubblicazione " Synopsis Generum Compositarum Earumque Dispositionis Novae Tentamen Monographiis Multarum Capensium Interjectis... Berolini [Berlin]" ( Syn. Gen. Compos. 253 ) del 1832.

## Descrizione

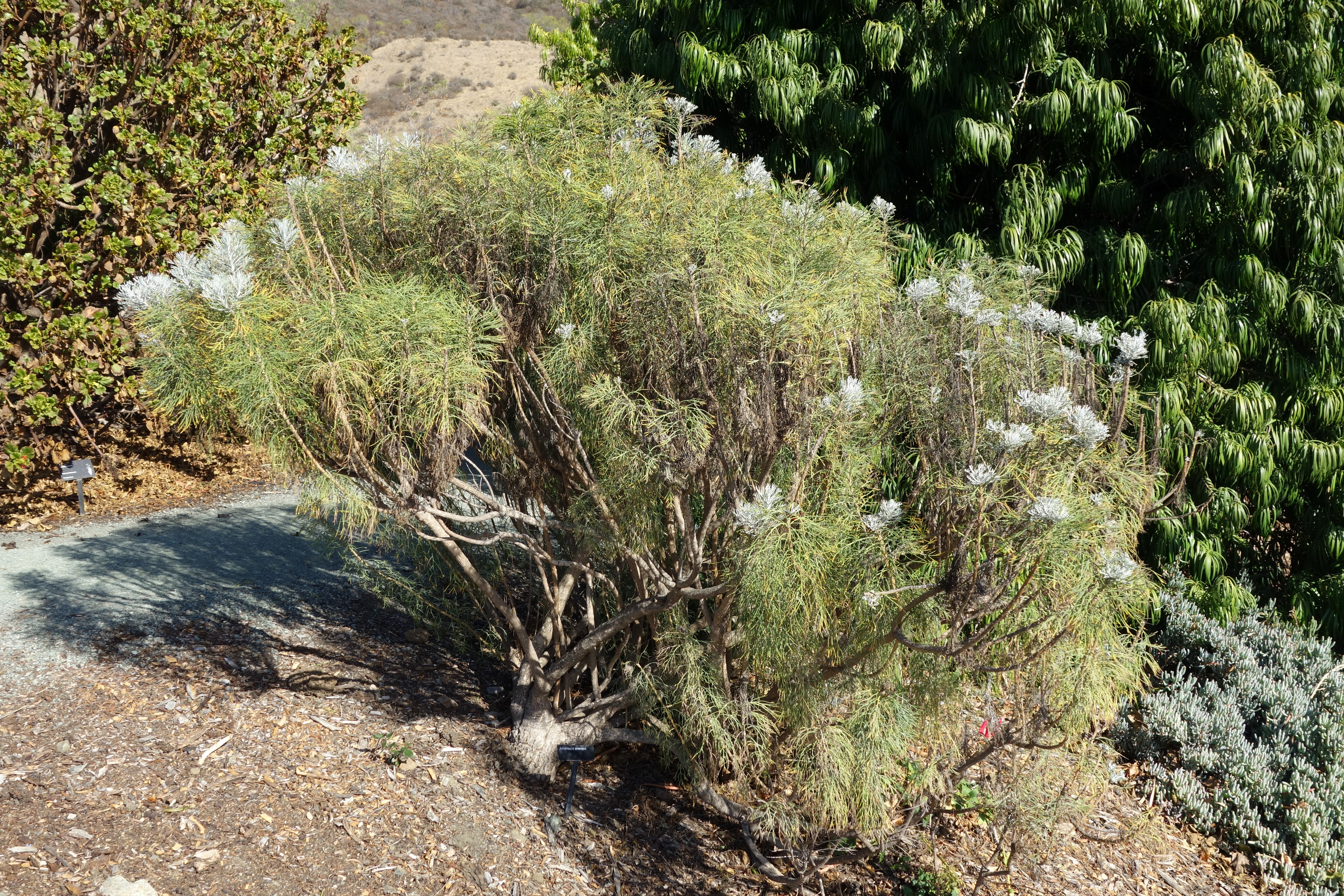
Il portamento
Phymaspermum acerosum

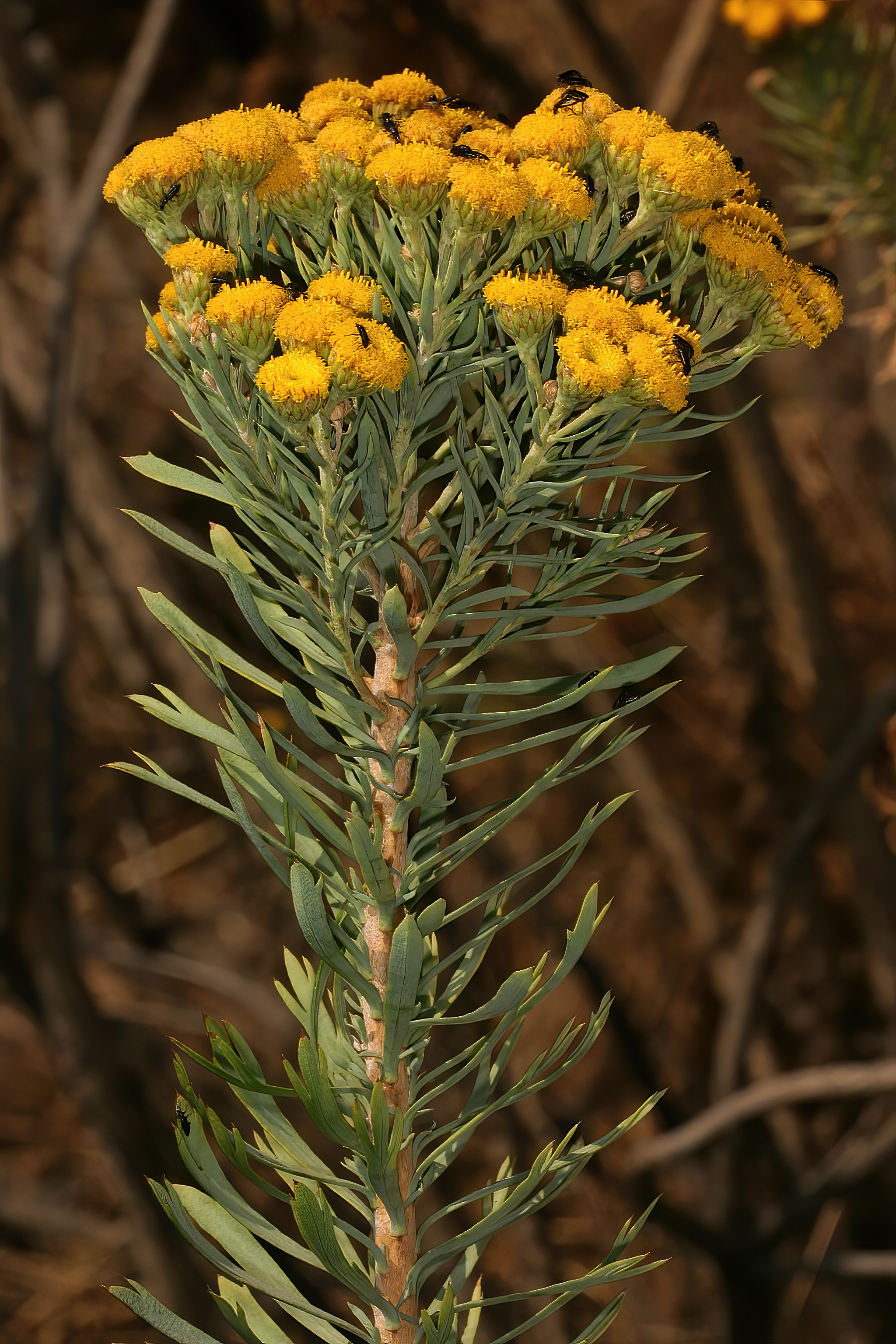
Le foglie
Phymaspermum athanasioides

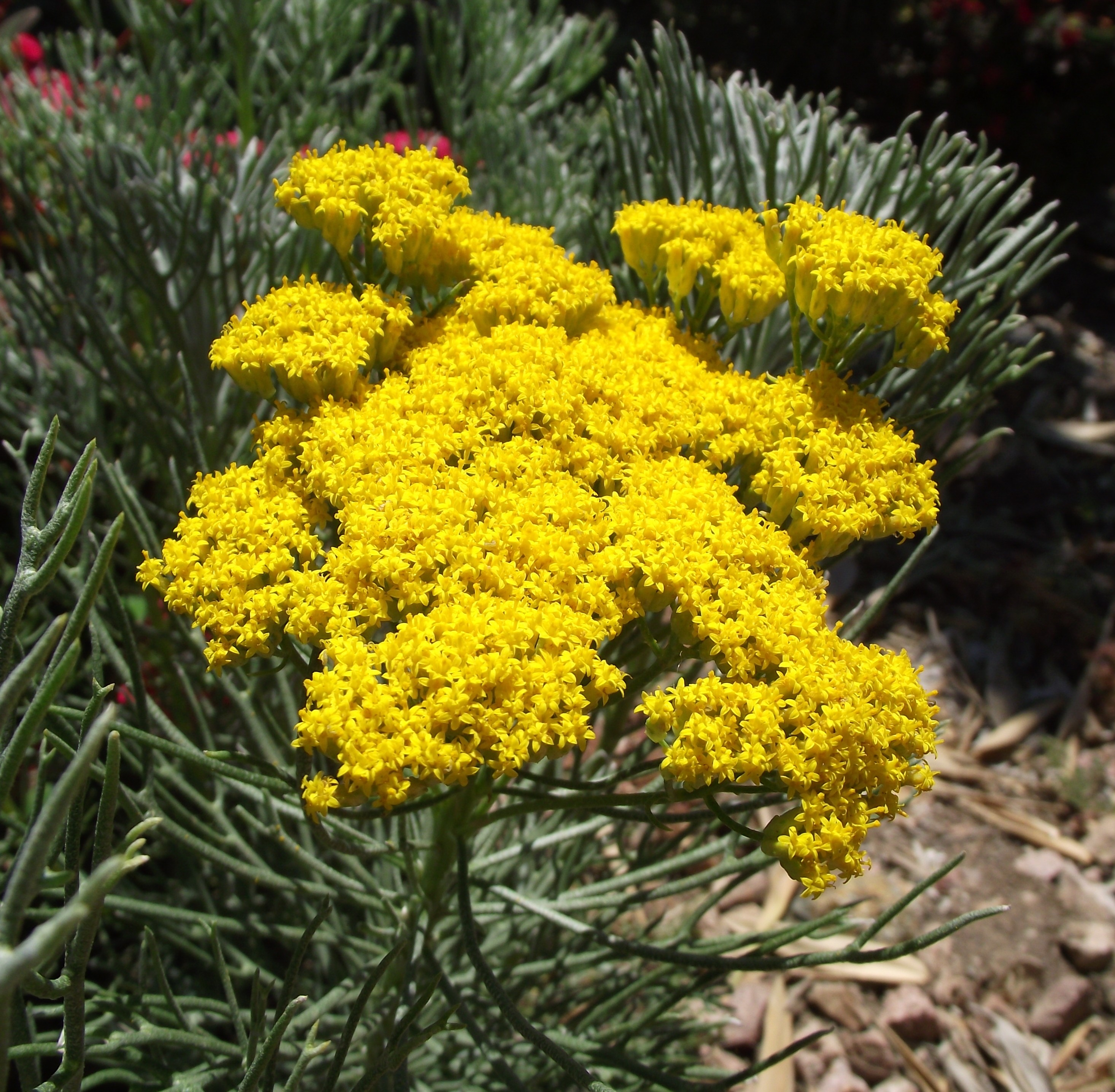
Infiorescenza
Phymaspermum acerosum

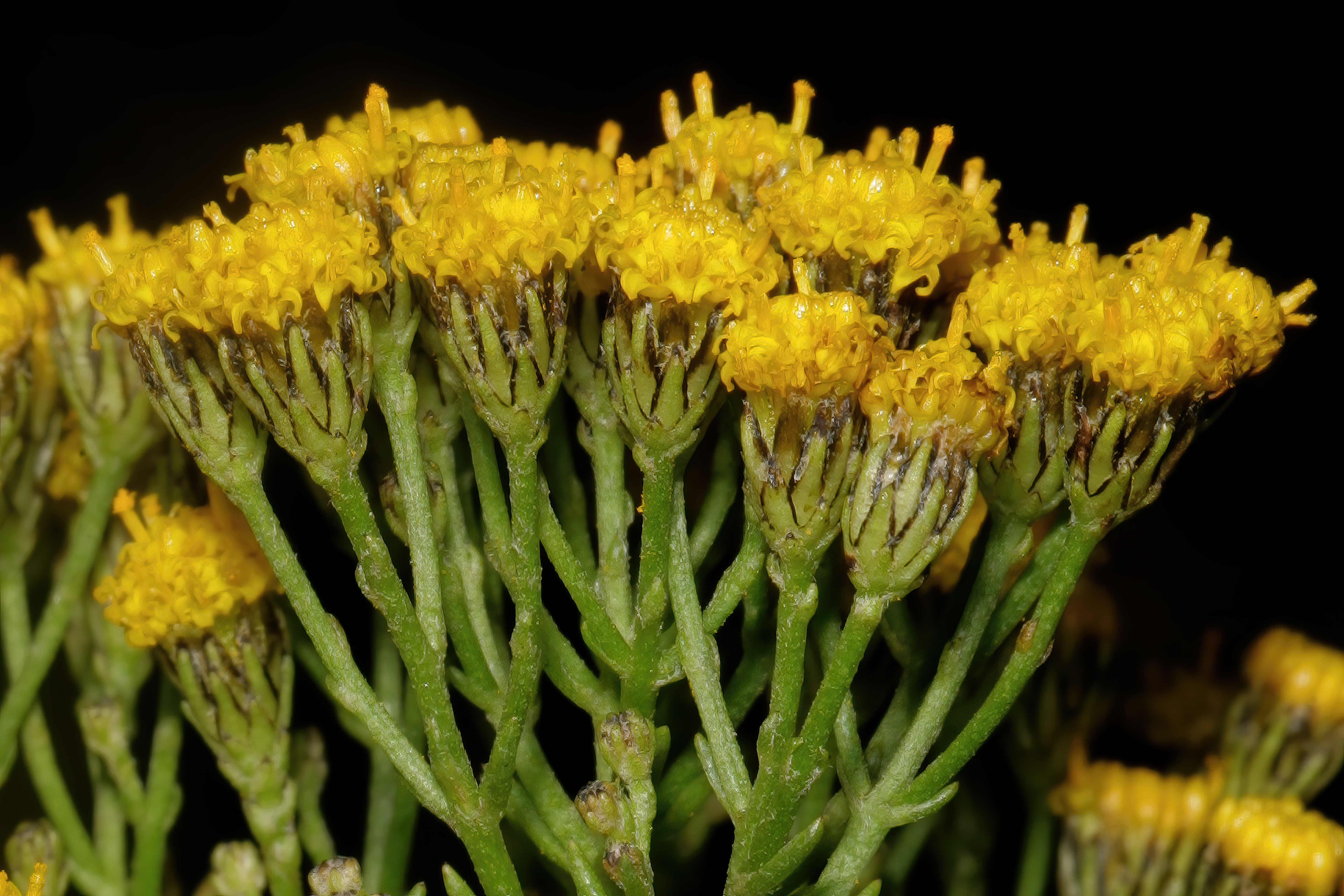
I fiori
Phymaspermum argenteum

Portamento. L'habitus delle specie di questo genere è arbustivo o cespuglioso; l'indumento è assente o formato da peli basifissi.
Fusto. La parte aerea in genere è eretta, semplice o ramosa. 
Foglie. Le foglie lungo il caule sono disposte in modo alternato; la lamina è intera o lobata.
Infiorescenza. Le sinflorescenze sono formate da capolini o solitari o raccolti in modo corimboso. Le infiorescenze vere e proprie sono composte da un capolino terminale peduncolato (raramente sessile) di tipo radiato o discoide, normalmente con fiori eterogami (raramente omogami). I capolini sono formati da un involucro, con forme da emisferiche a sferiche, composto da diverse brattee, al cui interno un ricettacolo fa da base ai fiori di due tipi: fiori del raggio e fiori del disco. Le brattee a consistenza erbacea sono disposte in modo più o meno embricato su più serie (da 3 a 4). Le brattee spesso hanno dei condotti resinosi longitudinali centrali. Il ricettacolo, piatto-conico, senza pagliette, fa da base ai fiori.
Fiori.  I fiori sono tetra-ciclici (formati cioè da 4 verticilli: calice – corolla – androceo – gineceo) e pentameri (calice e corolla formati da 5 elementi). Si distinguono in:
- fiori del raggio (esterni): sono femminili e sono disposti su una serie; la forma è ligulata (zigomorfa); sono fertili;
- fiori del disco (centrali): sono più numerosi con forme brevemente tubulose (attinomorfe); sono ermafroditi fertli.

- Formula fiorale:

*/x K {\displaystyle \infty }, [C (5), A (5)], G 2 (infero), achenio
- Calice: i sepali del calice sono ridotti ad una coroncina di squame.

- Corolla:

- fiori del raggio: la forma della corolla alla base è più o meno tubulosa-imbutiforme, mentre all'apice è ligulata; la ligula può terminare con alcuni denti; il colore è bianco, bianco con base gialla, giallo o bianco o porpora;
- fiori del disco: la forma è tubulare bruscamente divaricata in 5 lobi; i lobi, patenti o eretti, hanno una forma deltata o più o meno lanceolata; il colore può essere giallo o raramente porpora.

- Androceo: l'androceo è formato da 5 stami (alternati ai lobi della corolla) sorretti da filamenti generalmente liberi e sottili; gli stami sono connati e formano un manicotto circondante lo stilo. Le antere possono essere sia di tipo basifissa che mediofissa (ossia attaccate al filamento per la base – nel primo caso; oppure in un punto intermedio – nel secondo caso).[13] Questa caratteristica ha valore tassonomico in quanto distingue i generi gli uni dagli altri. Il tessuto endoteciale (rivestimento interno dell'antera) è quasi sempre polarizzato (con due superfici distinte: una verso l'esterno e una verso l'interno). Il polline è sferico con un diametro medio di circa 25 micron;  è tricolporato (con tre aperture sia di tipo a fessura che tipo isodiametrica o poro) ed è echinato (con punte sporgenti).

- Gineceo: l'ovario è infero uniloculare formato da 2 carpelli. Lo stilo (il recettore del polline) è profondamente bifido (con due stigmi divergenti) e con le linee stigmatiche marginali separate o contigue. I due bracci dello stilo hanno una forma troncata e possono essere papillosi o ricoperti da ciuffi di peli.

Frutti. I frutti sono degli acheni, senza pappo, a forma da cilindrica a obovoide (la sezione è circolare) con 10 – 18 coste longitudinali e una coroncina apicale (l'apice è troncato); il pericarpo è papilloso con cellule miogeniche e sacche resinose.

## Biologia
Impollinazione: l'impollinazione avviene tramite insetti (impollinazione entomogama tramite farfalle diurne e notturne).

Riproduzione: la fecondazione avviene fondamentalmente tramite l'impollinazione dei fiori (vedi sopra).

Dispersione: i semi (gli acheni) cadendo a terra sono successivamente dispersi soprattutto da insetti tipo formiche (disseminazione mirmecoria). In questo tipo di piante avviene anche un altro tipo di dispersione: zoocoria. Infatti gli uncini delle brattee dell'involucro (se presenti) si agganciano ai peli degli animali di passaggio disperdendo così anche su lunghe distanze i semi della pianta. Inoltre per merito del pappo (se presente) il vento può trasportare i semi anche a distanza di alcuni chilometri (disseminazione anemocora).

## Distribuzione e habitat
Le specie di questo genere sono distribuite in Africa meridionale.

## Sistematica
La famiglia di appartenenza di questa voce (Asteraceae o Compositae, nomen conservandum) probabilmente originaria del Sud America, è la più numerosa del mondo vegetale, comprende oltre 23.000 specie distribuite su 1.535 generi, oppure 22.750 specie e 1.530 generi secondo altre fonti (una delle checklist più aggiornata elenca fino a 1.679 generi). La famiglia attualmente (2021) è divisa in 16 sottofamiglie; la sottofamiglia Asteroideae è una di queste e rappresenta l'evoluzione più recente di tutta la famiglia.

### Filogenesi
Il gruppo di questa voce è descritto nella tribù Anthemideae, una delle 21 tribù della sottofamiglia Asteroideae). In base alle ultime ricerche nella tribù sono stati individuati (provvisoriamente) 4 principali lignaggi (o cladi): "Southern hemisphere grade", "Asian-southern African grade", "Eurasian grade" e "Mediterranean clade". Il genere  Phymaspermum  (insieme alla sottotribù Phymasperminae) è incluso nel clade Southern hemisphere grade.
Da un punto di vista filogenetico, nell'ambito della sottotribù, il genere  Phymaspermum  occupa una posizione "basale" (è "fratello" del resto dei generi).
I caratteri distintivi del genere sono:
- il portamento è arbustivo o cespuglioso;
- il pericarpo ha delle cellule miogeniche;
- gli acheni hanno una sezione circolare con 10 - 18 coste (talvolta sono presenti delle sacche di resina).

### Elenco delle specie
Questo genere ha 22 specie:
- Phymaspermum acerosum (DC.) Källersjö
- Phymaspermum aciculare Benth. & Hook.f.
- Phymaspermum aphyllum Magee & Ruiters
- Phymaspermum appressum Bolus
- Phymaspermum argenteum Brusse
- Phymaspermum athanasioides (S.Moore) Källersjö
- Phymaspermum comptonii Magee & Ruiters
- Phymaspermum equisetoides Thell.
- Phymaspermum erubescens (Hutch.) Källersjö
- Phymaspermum junceum Less.
- Phymaspermum leptophyllum Benth. & Hook.f.
- Phymaspermum montanum (Hutch.) Källersjö
- Phymaspermum oppositifolium Magee & Ruiters
- Phymaspermum parvifolium Benth. & Hook.f.
- Phymaspermum peglerae (Hutch.) Källersjö
- Phymaspermum pinnatifidum (Oliv.) Källersjö
- Phymaspermum pubescens (DC.) Kuntze
- Phymaspermum scoparium (DC.) Källersjö
- Phymaspermum thymelaeoides (DC.) Magee & Ruiters
- Phymaspermum trifidum Magee & Ruiters
- Phymaspermum villosum (Hilliard) Källersjö
- Phymaspermum woodii (Thell.) Källersjö

### Sinonimi
Sono elencati alcuni sinonimi per questa entità:
- Adenachaena DC.
- Adenochaena  DC.
- Brachymeris  DC.
- Brachystylis  E.Mey. ex DC.
- Iocaste  E.Mey. ex Harv.
- Jacosta  DC.
- Oligoglossa  DC